# Liste der Bodendenkmäler in Strahlungen
Auf dieser Seite sind die Bodendenkmäler in der unterfränkischen Gemeinde Strahlungen zusammengestellt. Diese Tabelle ist eine Teilliste der Liste der Bodendenkmäler in Bayern. Grundlage ist die Bayerische Denkmalliste, die auf Basis des Bayerischen Denkmalschutzgesetzes vom 1. Oktober 1973 erstmals erstellt wurde und seither durch das Bayerische Landesamt für Denkmalpflege geführt wird. Die folgenden Angaben ersetzen nicht die rechtsverbindliche Auskunft der Denkmalschutzbehörde.

## Bodendenkmäler der Gemeinde Strahlungen
| Lage                   | Objekt | Akten-Nr.     | Bild |
| ---------------------- | --- | ------------- | ---- |
| Strahlungen (Standort) | Bestattungsplatz mit verebneten Grabhügeln vorgeschichtlicher Zeitstellung.                                                          | D-6-5727-0050 |      |
| Strahlungen (Standort) | Siedlung vor- und frühgeschichtlicher Zeitstellung.                                                                                  | D-6-5727-0057 |      |
| Strahlungen (Standort) | Archäologische Befunde des Mittelalters und der frühen Neuzeit im Bereich der Katholischen Pfarrkirche St. Nikolaus von Strahlungen. | D-6-5727-0102 |      |